# Даннет-Хед
Даннет-Хед (англ. Dunnet Head) — мыс в округе Хайленд на северном побережье Шотландии. Включает в себя самую северную точку материковой части Шотландии и острова Великобритания
Кейтнесс — историческое графство, в состав которого входил мыс Даннет-Хед. Главным городом графства был Уик.

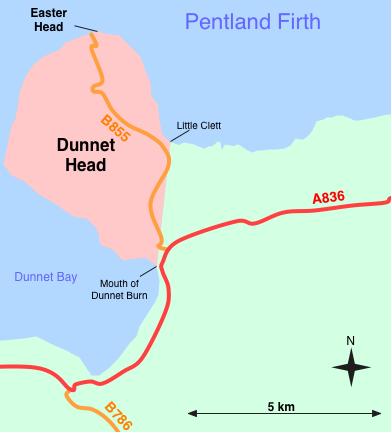
Схематическая карта мыса Даннет-Хед